# Valerán II de Limburgo
Valerán II de Limburgo (en francés Walram II o Waléran II de Limbourg, llamado le Payen ("el Pagano"), nacido hacia el año 1085, muerto en 1139, fue duque de Limburgo y conde de Arlon de 1119 a 1139 y duque de Baja Lotaringia de 1128 a 1139. Era hijo de Enrique I de Limburgo, duque de Limburgo y de la Baja Lotaringia, y de Adelaida de Pottenstein.
El apodo de "Pagano" viene de un bautismo tardío. En 1101, su padre había recibido del emperador Enrique IV, el ducado de la Baja Lotaringia, pero en 1106, el emperador Enrique V se lo retiró para entregárselo a Godofredo de Lovaina. Esto suscitó el odio entre las familias Limburgo y de Lovaina. Enrique V murió en 1125, y el nuevo emperador Lotario II le quitó la Baja Lotaringia a Godofredo de Lovaina, para entregársela a Valerán. Evidentemente, Godofredo no quiso ceder el ducado y le impidió a Valerán ejercer sus nuevas funciones. La diferencia degeneró rápidamente en lucha armada, con ocasión de los problemas que surgieron en rlación con la abadía de Saint-Trond. En 1129, Valerán y el obispo de Lieja, Alejandro de Juliers, se deshicieron de Godofredo en Wilderen. Más tarde los dos rivales se reconciliaron, pero Godofredo siguió llevando el título de duque de Baja Lotaringia. Tras la muerte de Valerán, la Baja Lotaringia fue entregada a los hijos de Godofredo de Lovaine, igualmente llamado Godofredo.
A la muerte de Lotario II, Valerán defendió la elección de Conrado III de Hohenstaufen y permaneció fiel a él. 

## Matrimonio y descendencia
Se casó hacia 1110 con Juta de Güeldres (1087-1151), dama de Wassenberg, hija de Gerardo I Flaminius, conde de Güeldres. Tuvieron:
- Enrique II (1111-1167), duque de Limburgo
- Gerardo, señor de Wassenberg, citado en 1148 y en 1166
- Valerán, conde de Arlon, muerto hacia 1145[3]
- Beatriz, casada antes de 1135 con Roberto I, conde de Laurenburg
- Adelaida, casada con Ekbert, conde de Tecklenbourg